# Gymnophora platypalpis
Gymnophora platypalpis är en tvåvingeart som beskrevs av Brown 1989. Gymnophora platypalpis ingår i släktet Gymnophora och familjen puckelflugor.
Artens utbredningsområde är Nepal. Inga underarter finns listade i Catalogue of Life.